# 小行星26793
小行星26793（26793 Bolshoi）是一颗绕太阳运转的小行星，为主小行星带小行星。该小行星于1977年1月19日发现。

## 轨道参数
小行星26793的轨道半长轴为397 582 675 km，2.6576382 UA，离心率为0.173。